# 2006年の経済
2006年の経済（2006ねんのけいざい）では、2006年の経済に関する出来事を記述する。

## できごと

### 1月
- 1月1日
  - 定率減税の所得税分、5割縮小実施
  - 東京三菱銀行とUFJ銀行の合併により三菱東京UFJ銀行発足（登記簿上は1月4日合併）
  - りそな銀行と奈良銀行が合併。
  - KDDIとパワードコムが合併。
- 1月4日 - イーバンク銀行が全国銀行データ通信システムに直接加盟。これにより、全国の銀行から振り込みや入金が可能に。
- 1月10日 - 投資会社プリヴェチューリッヒ企業再生グループが阪急ホールディングスの発行済み株式の5.01%を取得し筆頭株主となったことが分かる。その後株を買い進めるとともに、阪急ホールディングスと東宝の経営統合や宝塚歌劇団の株式上場の提案を行なう。
- 1月11日 - 電気通信事業者協会が発表した2005年12月現在の携帯電話台数が9017万台と初めて9000万台を突破。
- 1月12日 - ニコンがデジタルカメラ事業に経営資源を集中させ、フィルムカメラは一部製品を除いて生産を終了すると発表、事実上フィルムカメラから撤退する事に。
- 1月13日
  - 日本銀行、支店長会議で地域経済報告を発表。前回（2005年10月）発表で唯一除外されていた北海道を含め全9地域で景気回復傾向。
  - 大和証券SMBC、三井住友フィナンシャルグループの株式を誤発注し、約3億円の損失。
- 1月16日 - 
  - ライブドア子会社のライブドアマーケティング（現 メディアイノベーション）に証券取引法（第158条:風説の流布、偽計の禁止）違反の容疑があるとして、東京地方検察庁特捜部と証券取引等監視委員会が両社及び堀江貴文ライブドア社長の自宅等関係先の強制捜査を行なう。
  - ジャスダックインデックスとマザーズとヘラクレス指数などは、上場高値更新。この日は、ピークだった。日経平均株価は、 1992年 2月下旬以来、TOPIXは、1990年 12月以来、高値更新。
- 1月17日
  - 前日より行われた強制捜査の影響で、東証マザーズ市場に上場されているライブドア株式がストップ安、ライブドア関連企業株も軒並みストップ安となり、関連7社で時価総額1500億円の下落となったほか、他IT系企業の株価も下落、日経平均株価も前日終値から462円08銭安の1万5805円95銭と急落した。→ライブドア・ショック
  - 日本経団連が同日の理事会で、ソフトバンクの入会を承認。IT関連企業としては、2004年11月に入会した楽天、及び2005年12月入会のライブドアに続き3社目の入会。
- 1月18日 - 東京証券取引所が、14時25分時点で注文件数700万件、約定件数400万件に達した事を理由に、通常の取引終了より20分早い14時40分に、株式・CBおよび交換社債全銘柄を終日全面売買停止とした。なお、取引停止時点での日経平均株価は、前日終値より464円77銭安の1万5341円18銭となり、2日続けて大幅安となった。
- 1月19日
  - コニカミノルタがカメラ事業及びフィルム・印画紙等の写真関連事業からの3月末での撤退を発表。デジタル一眼レフカメラに関してはソニーへ資産の一部譲渡を行なう。
  - 楽天が東京都民銀行、新生銀行、アメリカンホーム保険と業務提携し、ネット銀行や保険業に参入すると発表。
- 1月20日 - 日本政府は、韓国ハイニックス社が、同国政府系金融機関からの補助金を受け、日本でDRAMを不当廉売しているとして、1月27日より27.2%の相殺関税を発動する方針を固めた。この方針については既に昨年韓国政府に通告済であったが、韓国政府は反論。しかし同製品については既にアメリカ合衆国が44%、欧州連合が35%の相殺関税を発動済で、WTOの紛争処理委員会でも相殺関税発動について合法の判断が下されている。
- 1月22日 - 東京証券取引所は、18日の取引全面停止を受け、当初30日に行う予定だったシステムの緊急補強を前倒しし、23日から、1日に取り扱う約定件数の上限を、従来より50万件多い500万件（売買停止の基準は450万件）とすることを発表。
- 1月23日
  - 2007年10月の郵政民営化に先立ち、日本郵政株式会社発足。自己資本3000億円は日本郵政公社の全額出資、うち資本金1500億円で、株式は全て政府に無償譲渡。民営化の時点で持株会社に移行する。
  - ヤマハ発動機が、軍事転用可能な農薬散布用の無人ヘリコプターを、経済産業省の許可なく中国に不正輸出しようとしたとして、外国為替及び外国貿易法違反の容疑で、静岡県警と福岡県警が、静岡県磐田市にある同社の本社等関係箇所を家宅捜索。元々、福岡県警が2005年4月に不法就労摘発に伴い、東京都内にある在日中国人経営の企業を家宅捜索した際、上記不正取引の証拠となる資料を押収した事を受けての捜査。
  - ライブドアグループの証券取引法違反事件で、東京地検特捜部は堀江貴文社長ら幹部4人を逮捕。これを受けて東京証券取引所は、ライブドア及びライブドアマーケティング（現 メディアイノベーション）の両社が上場廃止基準に該当する恐れがあると判断、マザーズに上場している両社の株式を同日付で監理ポストに割り当てたと発表。
- 1月24日
  - ライブドアは緊急取締役会を招集、前日逮捕された堀江貴文社長の解任を決定（但し、取締役解任については本人の意思確認が出来ないとして見送り）、同時に、宮内亮治取締役の辞任を承認。後任社長に、グループのソフトウェア企業「弥生」の社長、平松庚三を任命。
  - 東京証券取引所による発表
    - 監理ポスト入りしたライブドア株式の取引について、1月25日から当分の間、通常の取引時間より短い午後1時半から3時までの1時間半に限定する。
    - 3月上旬から、上場企業を対象に、1株でも株主総会で合併等重要案件の拒否権を持つ黄金株の発行を解禁する。但し黄金株の有効期限は最大6ヶ月とし、この間に黄金株を取り消さない場合上場廃止となる。

  - 日本郵政公社と三越が、サービス共同開発や物流分野で事業提携を行うことに合意。共同出資会社を設立する予定で、事業提携の第1弾として、4月から郵便局で三越の「カタログギフト」を申し込み可能とするほか、「ゆうパック」の利用者増も図る。
  - ウォルト・ディズニー・カンパニーがアメリカのCGアニメ映画製作大手のピクサーを買収すると発表。ピクサーのスティーブ・ジョブズ会長兼CEOはディズニーの取締役・筆頭株主となる。
- 1月25日
  - 三洋電機は、2月24日に開く臨時株主総会で、同社創業者の長男である井植敏が、現職の代表取締役兼取締役会議長を辞任し最高顧問へ就任、また会長の野中ともよが、同時に努める最高経営責任者(CEO)職を同職の廃止により離職する事を正式に決定し、同日までに、井植、野中両名以外の全取締役が退任、新たに三井住友銀行、大和證券SMBC、ゴールドマン・サックスから計5名の取締役が送り込まれる予定である事を発表。いずれも、2年続けての大幅赤字と、それに伴う金融機関からの大幅増資に対する経営責任の明確化が目的。
  - 東京証券取引所は、この日から1時間半に短縮したライブドア株式の取引時間を26日から当分の間さらに30分短縮し、午後2時から3時までの1時間のみとする事を発表。この日の同社株の出来高が、マザーズ市場全体の約97%を占め、また約定件数が東京証券取引所の全約定件数の7%に至る過熱ぶりを受けたもの。
  - 堀江貴文ライブドア前社長が、同社および全ての子会社、関連会社の取締役職を退き、同社の経営から完全に手を引く事が発表された。また、岡本文人ライブドアマーケティング（現 メディアイノベーション）前社長も、自身が勤める全ての取締役職を辞任。
  - ホンダの米法人が、同社がアメリカ国内で販売しているSUV"MDX"シリーズに酷似した"MKX"という名称を自社のSUVに使用、販売したフォードに対し、名称使用差し止めを求めロサンゼルスの裁判所に提訴。
- 1月26日
  - 三菱UFJフィナンシャル・グループのクレジットカード会社、UFJニコスとDCカードが2007年4月1日に合併し、社名を「三菱UFJニコス」にすると発表。2月16日には、UFJニコスと農林中央金庫系の協同クレジットサービスが10月1日に合併すると発表した。
  - SONYは、今年3月末までに、犬型ロボット"AIBO"の生産を終了、人型ロボット"QRIO"の開発についても中止し、ロボット開発事業から撤退することを発表。但し、既に販売したAIBOの修理等のサービス提供や、ロボット事業で蓄積された人工知能の研究開発は今後も継続する。
- 1月30日
  - キヤノンは今年5月を目処に、内田恒二専務が社長に就任、同月に日本経団連会長に就任する御手洗冨士夫社長は会長に就任する人事を固めた。御手洗が経団連会長として財界活動に力を注ぎやすくする事が目的。
  - イオンが弁当店チェーンのオリジン東秀の株式公開買付(TOB)を行なうと発表。15日に発表された、ディスカウントチェーン大手のドン・キホーテによるTOBへの対抗策として実施される物で、東証一部上場企業によるTOB合戦は日本初の事例となる。
  - ブッシュ米大統領は、一般教書演説で、現在の「石油依存症」("Addicted to Oil")からの脱却、ハイブリッド車や電気自動車への転換を図るなど石油依存を下げ、2025年までに中東からの輸入原油を75%削減する方針を明言。
- 1月31日
  - NTTドコモが2007年秋頃にPHSのサービスを終了すると発表。
  - 厚生労働省発表の昨年12月の有効求人倍率が1.00倍と、バブル崩壊直後の1992年9月以来、13年3ヶ月ぶりに1倍に回復。
  - 英経済誌エコノミスト系の調査機関が世界主要128都市の生活費調査の結果を発表、トップはオスロ（ノルウェー）で、基準となるニューヨークの平均物価を100とした場合140、過去14年間トップだった東京は136の2位となった。その他日本では大阪・神戸が130でパリと並び4位。
  - 米連邦準備制度理事会(FRB)は、フェデラルファンド(FF)金利誘導目標を0.25%引き上げ年4.5%に、また公定歩合も5.5%に引き上げることを決定。

### 2月
- 2月1日
  - 東京証券取引所の監理ポストに入っているライブドアの株式が、終値で前日比13円安の94円と、証券取引法違反事件発覚以降、初めて100円を割り込んだ。この影響により、同社の大株主であるフジテレビの含み損が約314億円となり、3月期決算で赤字転落の恐れ。
  - 厚生労働省発表の「毎月勤労統計調査」によると、2005年の正社員などフルタイム労働者の数は前年比0.5%増の3218万1000人となり、1997年以来8年ぶりに対前年で増加。月間の現金給与総額も0.6%増の33万4886円と5年ぶりに増加。
  - 東京ガスが、顧客情報管理システムの開発に失敗、3月期決算で50億円の特別損失を計上する事となった。経営責任を明確にするため、社長及び3名の役員が、報酬の20%を2ヶ月間自主的に返上。
- 2月2日 - 人材派遣大手のクリスタルが、2004年3月期までの3年間に約17億8000万円の申告漏れを指摘され、6億4000万円の追徴課税。
- 2月3日
  - 大手損害保険会社による保険金不払い問題で、東京海上日動火災保険、損害保険ジャパン、三井住友海上火災保険、あいおい損害保険、日本興亜損害保険の5社が、社長、役員の報酬カットなどを含め171名を社内処分。最終的処分対象者数は増加の見込。
  - 1月のアメリカ合衆国の失業率が4.7%と、4年半ぶりの低水準に。
  - ソニーは、輸入雑貨販売のソニープラザ、フランス料理のマキシム・ド・パリ、通信販売のソニー・ファミリークラブ、化粧品のB&Cラボラトリーズの小売業系子会社4社を分離独立させる方針を発表。本業のエレクトロニクス事業再建への資本集中が目的。
- 2月6日
  - 日本航空は、原油価格の高騰や旅客数減少などの影響で、昨年4月～12月期の連結業績が、経常損益が108億円、営業損益が8億5700万円、最終損益が230億円のいずれも赤字となった事を発表。
  - 日立製作所は、同社開発の世界最小ICタグ「ミューチップ」をさらに小型化した、現行の0.4mm四方、厚さ60μmの50分の1以下、0.15mm四方、厚さ7.5μmの製品の試作に成功した事を発表。
- 2月8日 - 日本航空、ワンワールド加盟のための覚書提出。メンバーサービス開始は約1年後の予定。
- 2月10日
  - カーチス（旧：ライブドアオート）がライブドアとの資本提携解消を正式申し入れ
  - ドン・キホーテが、弁当総菜屋チェーン「オリジン東秀」に対し実施した株式公開買い付け(TOB)に失敗した事を発表。オリジン東秀に対してはイオングループも3月1日までを期限にTOBを行っている。
  - アサヒビールは、3月30日付で池田弘一現社長兼最高執行責任者(COO)が会長兼最高経営責任者(CEO)に就任、池田の後任には荻田伍アサヒ飲料社長が就任する事を発表。
- 2月11日
  - 日亜化学は、2005年1月に、開発当時同社社員だった中村修二現カリフォルニア大学サンタバーバラ校教授との間で和解した青色発光ダイオードの特許権放棄を決定
  - 厚生労働省は、NTTがグループ退職者約14万人のうち87%の同意を受け昨年9月に行った、1人月額1万円程度の企業年金給付減額申請を、同社が2002年以降黒字であり、経営が著しく悪化しているとは言えないとして認めない方針を決定。NTT側は行政訴訟を含め対応を検討
- 2月14日
  - 三洋電機とノキアがCDMA方式の携帯電話事業で合弁の新会社の設立に向けて交渉を開始したと発表。第2四半期には最終合意し、第3四半期の運営開始を目指す。
  - 大手航空会社が、欧州域内での貨物料金についてカルテルを結んでいたEU協約違反の疑いで、欧州委員会が日本航空のフランクフルト空港内貨物関連部署などを捜索。
- 2月15日
  - ドン・キホーテが、株式公開買い付け(TOB)に失敗した弁当総菜屋チェーン「オリジン東秀」の株式を市場で買い増した結果、株式保有率が46%に達し、今後も51%まで買い進める予定である事を発表。
  - 日本航空の新町敏行社長が、グループ役員4名からの退陣要求を拒否
- 2月22日 - 証券取引法違反（有価証券報告書の虚偽記載）容疑でライブドア熊谷史人代表取締役を逮捕、堀江貴文前社長ら4名を再逮捕
- 2月23日
  - 松下電器、石油温風器による一酸化炭素中毒問題で、中村邦夫社長を5ヶ月間2割減俸処分、担当役員の常務、専務各1名を取締役に降格する処分を発表
  - ヤフー、あおぞら銀行とのインターネットバンキング事業に向けた業務提携を解消
- 2月24日
  - ドン・キホーテが、保有する弁当総菜屋チェーン「オリジン東秀」の株式を、株式公開買い付け(TOB)を行っているイオングループに売却する事を発表。売却益は57億円程度に上る見込み。
  - 2005年10～12月期の液晶テレビ出荷台数で、SONYが初の世界シェア首位。2001年の調査開始から一貫して首位だったシャープは、国内出荷台数ではSONYの倍近いシェアで首位を維持しているものの、世界シェアではフィリップス（オランダ）にも抜かれ3位転落。
- 2月26日 - 松下電器、アメリカ合衆国で開かれた展示会で、一眼レフデジタルカメラの試作機を公開。レンズはライカとの共同開発。
- 2月27日
  - 大阪証券取引所、処理能力を7倍に高めた新システム稼動。
  - 政令指定都市中唯一コンビニATMのなかった宮城県仙台市で、ローソン19店舗に、地方都市としては異例の都市銀行2行（三菱東京UFJ銀行・みずほ銀行）が幹事行となるローソンATM設置。

### 3月
- 3月1日 - 日本航空、新町敏行社長が代表権のない会長に退き、後任に西松遥取締役が就任することを発表
- 3月2日 - 欧州中央銀行、ユーロ圏12ヶ国の政策金利を0.25%上げ2.5%とすることを理事会で決定。3月8日より施行。2005年12月に続く利上げによる物価の維持が狙い
- 3月3日
  - マツヤデンキ、サトームセン、星電社の3社が年内を目処に経営統合することを発表。既に3社とも新生銀行の投資ファンド傘下にあるため、持株会社の下で各店舗名を残したまま統合。
  - 日本国内のIP電話加入件数が、昨年12月時点で1000万件を突破したことが総務省の調査で判明
- 3月23日 - 全日空グループのの4つの労働組合がストライキに突入。国内線の13％にあたる115便が欠航。40便に遅れ。

### 4月
- 4月3日 - 第一三共の傘下である第一製薬と三共のヘルスケア（大衆薬など）事業が統合した新会社・第一三共ヘルスケアが営業を開始
- 4月4日 - 日経平均株価の終値は、 1992年1月以来、高値を更新。
- 4月5日 - 鉄道建設・運輸施設整備支援機構が、保有するJR東海の全株式約28万6000株を売却。これにより、本州JR上場3社（JR東日本、JR西日本、JR東海）の完全民営化が実現。
- 4月14日 - 近畿財務局は消費者金融大手のアイフルに対し、不正な取り立てなどがあったとして、3～25日間の全店舗業務停止命令。

### 6月
- 6月30日 - 日本の株価指数は、1月16日比べてくると、日経平均株価とTOPIXと東証２部指数はいずれも15％以上それ以外は、20％以上の下落になった。

### 7月
- 7月1日 - 伊勢志摩経済新聞創刊[1]。ニュースの試験配信は7月20日開始[2]。

### 12月
- 12月29日 - 日経平均株価は10.72％、TOPIXは10.42％、大納会終値が大発会始値から下落した。